# Hrycawiec
Hrycawiec (biał. Грыцавец; ros. Грицевец, Gricewiec) – wieś na Białorusi, w obwodzie brzeskim, w rejonie baranowickim, w sielsowiecie Leśna.
W 2016 roku Hrycawiec otrzymał status wsi.
Znajduje tu się stacja kolejowa Hrycawiec, leżąca na linii Moskwa - Mińsk - Brześć.